# Dărăști-Vlașca, Giurgiu
Dărăști-Vlașca este un sat în comuna Adunații-Copăceni din județul Giurgiu, Muntenia, România. La recensământul din 2002 avea o populație de 2039 locuitori.